# Дарабонт, Фрэнк
Фрэнк Дарабонт (англ. Frank Darabont, род. 28 января 1959) — американский кинорежиссёр, сценарист и продюсер венгерского происхождения. Был трижды номинирован на «Оскар». Наиболее известен своими удачными экранизациями произведений Стивена Кинга: «Побег из Шоушенка», «Зелёная миля», «Мгла».

## Биография
Фрэнк Дарабонт родился 28 января 1959 года в лагере беженцев в Монбельяре, Франция, куда его родители-венгры бежали из родной страны после неудавшейся революции 1956 года. Привезённый ещё ребёнком в Америку, он поселился вместе с семьёй в Лос-Анджелесе и учился в Голливудской средней школе.
Первой работой в кино Фрэнка Дарабонта стала должность помощника продюсера на съёмках малобюджетного хоррора 1981 года под названием «Адская ночь». На съёмочной площадке этого фильма Дарабонт встретился с Чаком Расселлом, и с этой встречи началось их многолетнее плодотворное сотрудничество. Следующие шесть лет он работал в Голливуде в качестве декоратора и ассистента художника-постановщика.
Они создали сценарии для третьей картины «Кошмар на улице Вязов» и ремейка классического фильма ужасов 1950-х годов «Капля». Кроме того, Фрэнк Дарабонт также участвовал в создании фантастической ленты «Муха 2».
В большом кино режиссёр триумфально дебютировал в 1994 году тюремной драмой «Побег из Шоушенка», тепло встреченной как зрителями, так и критиками и удостоенной семи номинаций на премии «Оскар», в том числе и как «лучший фильм».
Однако ещё раньше Фрэнк Дарабонт успел с успехом поработать на телевидении — его режиссёрским дебютом стал телевизионный триллер «Заживо погребённый» (1990) с Тимом Мэтисоном и Дженнифер Джейсон Ли, а до того, в 1983 году, он снял короткометражную ленту по рассказу Стивена Кинга «Женщина в комнате».
Дарабонт также участвовал в создании телефильмов «Бег Чёрной Кошки», писал сценарии для эпизодов популярных сериалов «Хроники молодого Индианы Джонса» и «Байки из склепа».
В 1999 году на экраны вышел новый фильм Фрэнка Дарабонта — поставленная по роману Стивена Кинга драма «Зелёная миля». Главные роли в ней сыграли Том Хэнкс, Дэвид Морс и Майкл Кларк Дункан.
В дальнейшем Дарабонт выступил режиссёром ещё двух картин — мелодрамы «Мажестик» (2001) и очередной экранизации романа Стивена Кинга «Мгла» (2007). 31 октября 2010 стартовал телевизионный проект Дарабонта — телесериал «Ходячие мертвецы».
В настоящее время, режиссёр владеет тремя языками: венгерский (родной), английский (повседневный) и французский.

## Фильмография

### Фильмы
| Год  | Название                           | Режиссёр | Сценарист | Продюсер | Примечание |
| ---- | ---------------------------------- | -------- | --------- | -------- | --- |
| 1981 | Hell Night                         |          |           |          | Помощник производства |
| 1982 | Соблазн                            |          |           |          | Руководитель по транспорту |
| 1983 | Женщина в комнате                  | Да       | Да        |          | Короткометражка |
| 1984 | Преступления на почве страсти      |          |           |          | декоратор |
| 1985 | Trancers                           |          |           |          | Помощник художественного отдела |
| 1987 | Кошмар на улице Вязов 3: Воины сна |          | Да        |          | |
| 1988 | Капля                              |          | Да        |          | |
| 1989 | Муха 2                             |          | Да        |          | |
| 1990 | Заживо погребённый                 | Да       |           | Да       | Телефильм |
| 1994 | Побег из Шоушенка                  | Да       | Да        |          | Hochi Film Award for Best Foreign Language Film Humanitas Prize for Best Film USC Scripter Award (совместно со Стивеном Кингом) Номинация — Премия «Оскар» за лучший адаптированный сценарий Номинация — Премия «Золотой глобус» за лучший сценарий Номинация — Премия Гильдии режиссёров Америки за лучшую режиссуру — Художественный фильм Номинация — Премия Гильдии сценаристов США за лучший адаптированный сценарий Номинация — Премия «Сатурн» за лучший сценарий |
| 1994 | Франкенштейн Мэри Шелли            |          | Да        |          | Номинация — Премия «Сатурн» за лучший сценарий (совместно с Steph Lady) |
| 1996 | Фанат                              |          | Да        |          | Script doctor (в титрах не указан) |
| 1996 | Стиратель                          |          | Да        |          | Script doctor (в титрах не указан) |
| 1998 | Спасти рядового Райана             |          | Да        |          | Script doctor (в титрах не указан) |
| 1998 | Black Cat Run                      |          | Да        |          | Телефильм |
| 1998 | Вампиры                            |          |           |          | The Man with Buick (камео) |
| 1999 | Зелёная миля                       | Да       | Да        | Да       | Премия «Сатурн» за лучший приключенческий фильм, боевик или триллер Broadcast Film Critics Association Award for Best Screenplay\|Broadcast Film Critics Association Award for Best Adapted Screenplay Номинация — Премия «Оскар» за лучший фильм Номинация — Премия «Оскар» за лучший адаптированный сценарий Номинация — Премия «Сатурн» за лучшую режиссуру Номинация — Bram Stoker Award for Best Screenplay Номинация — Премия Гильдии режиссёров Америки за лучшую режиссуру — Художественный фильм Номинация — Online Film Critics Society Award for Best Adapted Screenplay Номинация — Nebula Award for Best Script Номинация — USC Scripter Award (совместно со Стивеном Кингом) |
| 2001 | Мажестик                           | Да       |           | Да       | |
| 2002 | Море Солтона                       |          |           | Да       | |
| 2002 | Особое мнение                      |          | Да        |          | Script doctor (в титрах не указан) |
| 2004 | Соучастник                         |          | Да        | Да       | Исполнительный продюсер (в титрах не указан автор) |
| 2005 | Кинг-Конг                          |          |           |          | Gunner (камео) |
| 2007 | Мгла                               | Да       | Да        | Да       | Премия «Сатурн» за лучшее специальное DVD или Blu-ray издание Номинация — Премия «Сатурн» за лучшую режиссуру Номинация — Премия «Сатурн» за лучший фильм ужасов Номинация — Кинопремия «Империя» за лучший фильм ужасов |
| 2014 | Годзилла                           |          | Да        |          | Script doctor (в титрах не указан) |
| 2016 | Белоснежка и охотник 2             |          | Да        |          | в титрах не указан |

### Телесериалы
| Год       | Название                        | Режиссёр | Сценарист | Продюсер | Примечание |
| --------- | ------------------------------- | -------- | --------- | -------- | --- |
| 1990—1992 | Байки из склепа                 |          | Да        |          | Эпизоды: «The Ventriloquist’s Dummy», «Showdown» Номинация—Writers Guild of America Award for Television: Anthology Episode/Single Program (for «The Ventriloquist’s Dummy») |
| 1992—1996 | Хроники молодого Индианы Джонса |          | Да        |          | Эпизоды: «German East Africa, December 1916», «Congo, January 1917», «Austria, March 1917», «Young Indiana Jones and the Phantom Train of Doom», «Young Indiana Jones: Travels with Father», «Palestine, October 1917» |
| 1997      | Сияние                          |          |           |          | TV Miniseries Ghost (камео) |
| 2007      | Raines                          | Да       |           | Да       | Эпизод: «Pilot» |
| 2007      | Щит                             | Да       |           |          | Эпизод: «Chasing Ghosts» |
| 2008—2009 | Красавцы                        |          |           |          | Камео Эпизоды: «First Class Jerk», «Security Briefs» |
| 2010—2011 | Ходячие мертвецы                | Да       | Да        | Да       | Developer Directed and wrote episode: «Дни, изменившие мир» Wrote episodes: «Кишки», «Расскажи это лягушкам», «TS-19», «What Lies Ahead» American Film Institute Award for TV Programme of the Year Номинация — Directors Guild of America Award for Outstanding Directorial Achievement in Dramatic Series Nominated—Writers Guild of America Award for Television: New Series |
| 2013      | Город гангстеров                | Да       | Да        | Да       | Создатель Directed and wrote episodes: «A Guy Walks Into a Bar», «Reason to Kill a Man», «Stay Down» Режиссёр эпизода: «Red Light» |

## Частое сотрудничество
| Актёр                | Побег из Шоушенка (1994) | Зелёная миля (1999) | Мажестик (2001) | Мгла (2007) | Ходячие мертвецы (2010) | Город гангстеров (2013) |
| -------------------- | ------------------------ | ------------------- | --------------- | ----------- | ----------------------- | ----------------------- |
| Джеффри Деманн       | Да                       | Да                  | Да              | Да          | Да                      | Да                      |
| Брайан Либби         | Да                       | Да                  | Да              | Да          |                         |                         |
| Уильям Сэдлер        | Да                       | Да                  |                 | Да          |                         |                         |
| Лори Холден          |                          |                     | Да              | Да          | Да                      |                         |
| Джон Бернтал         |                          |                     |                 |             | Да                      | Да                      |
| Джеймс Уитмор        | Да                       |                     | Да              |             |                         |                         |
| Брент Бриско         |                          | Да                  | Да              |             |                         |                         |
| Алекса Давалос       |                          |                     |                 | Да          |                         | Да                      |
| Мелисса Макбрайд     |                          |                     |                 | Да          | Да                      |                         |
| Сэм Уитвер           |                          |                     |                 | Да          | Да                      |                         |
| Хуан Габриэль Пареха |                          |                     |                 | Да          | Да                      |                         |
| Амин Джозеф          |                          |                     |                 | Да          |                         | Да                      |
| Эндрю Ротенберг      |                          |                     |                 |             | Да                      | Да                      |